# Michael Wiesner
Michael Wiesner (* 2. Oktober 1984 in Bad Belzig) ist ein deutscher Schauspieler, Synchronsprecher, Dialogbuchautor, Dialogregisseur und Sänger.

## Leben
Er besuchte 2008 die Berliner Schauspielschule und schloss sie innerhalb eines Jahres ab. Als Schauspieler ist er unter anderem in den Filmen Sommersturm und Wir wollten aufs Meer zu sehen. Als Sprecher synchronisierte er unter anderem Tomokazu Seki, Michael Eric Reid und Nathan Coenen. In der Serie American Dad löste er ab der 11. Staffel Hannes Maurer als Sprecher von Steve Smith ab. Wiesner wohnt in Berlin.

## Filmografie (Auswahl)
- 2001: Dr. Sommerfeld – Neues vom Bülowbogen (Fernsehserie, 1 Folge)
- 2001: In aller Freundschaft (Fernsehserie, Folge 92: Die Mutprobe, Rolle: Daniel)
- 2002: Pengo! Steinzeit! (Fernsehserie)
- 2003: Im Namen des Gesetzes (Fernsehserie, 1 Folge)
- 2004: Die Sitte (Fernsehserie, 1 Folge)
- 2004: Meine schönsten Jahre (Fernsehserie, 8 Folgen)
- 2004: Sommersturm
- 2006: Abschnitt 40 (Fernsehserie, 4 Folgen)
- 2006:  Am Ende des Schweigens
- 2006:  Küstenwache (Fernsehserie)
- 2007: Ein Fall für zwei (Fernsehserie, 1 Folge)
- 2007: Zeit der Fische
- 2007: An die Grenze
- 2008: Hallo Robbie! (Fernsehserie, 1 Folge)
- 2008: Notruf Hafenkante (Fernsehserie, Folge Ausgeschlossen)
- 2009: SOKO Leipzig (Fernsehserie, 1 Folge)
- 2010: Der Kriminalist – Schuld und Sühne
- 2010: Die Zeit der Kraniche
- 2010: Polizeiruf 110 – Schatten
- 2012: Wir wollten aufs Meer
- 2014: Der kleine Drache Kokosnuss (Animationsfilm, Stimme)

## Synchronrollen (Auswahl)
- 2002–2003: Gundam Seed als Yzak Joule
- 2006: Ruby Gloom als Skull Boy / Skelettie
- 2010–2013: Victorious – Michael Eric Reid als Sinjin van Cleef
- seit 2015: American Dad als Steve Smith (ab der 10. Staffel)
- 2015–2019: Crazy Ex-Girlfriend als Hector
- seit 2023: Ninjago: Aufstieg der Drachen – Andrew McNee als Mr. Frohicky